# Гейбриъл Юниън
Гейбриъл Моник Юниън-Уейд (на английски: Gabrielle Monique Union-Wade) е американска актриса.
Родена е на 29 октомври 1972 година в Омаха, щата Небраска, в католическо афроамериканско семейство на военен, което няколко години по-късно се премества в Калифорния. Получава бакалавърска степен по социология от Калифорнийския университет – Лос Анджелис. От началото на 90-те години започва да играе в телевизията, а по-широка известност получава с ролята си в „Луди амазонки“ („Bring It On“, 2000). През 2001 година се жени за футболиста Крис Хауърд, а през 2014 година – за баскетболиста Дуейн Уейд.